# Cúp FA Hàn Quốc 2011
Cúp FA Hàn Quốc 2011, hay Cúp FA Hana Bank vì lý do tài trợ, là mùa giải thứ 16 của Cúp FA Hàn Quốc. Mùa giải khởi tranh từ ngày 12 tháng 3 năm 2011.
Đội vô địch giành suất tham dự AFC Champions League 2012.

## Lịch thi đấu
| Vòng        | Ngày                 | Số trận | Số đội  | Số đội mới thi đấu vòng này                                                                                      |
| ----------- | -------------------- | ------- | ------- | --- |
| Vòng Một    | 12 tháng 3 năm 2011  | 8       | 16 → 8  | 08 CLB xếp thứ 3 ~ 10 K3 League 2009 04 CLB xếp thứ 1 ~ 4 U-League 2009 04 CLB vô địch các giải đại học khác     |
| Vòng Hai    | 10 tháng 4 năm 2011  | 7       | 14 → 7  | 05 CLB xếp thứ 10 ~ 14 Korea National League 2010 01 CLB vô địch K3 League 2010                                  |
| Vòng 32 đội | 18 tháng 5 năm 2011  | 16      | 32 → 16 | 15 CLB xếp thứ 1 ~ 15 K-League 2010 01 CLB mới của K-League 2011 09 CLB xếp thứ 1 ~ 9 Korea National League 2010 |
| Vòng 16 đội | 15 tháng 6 năm 2011  | 8       | 16 → 8  | |
| Tứ kết      | 27 tháng 7 năm 2011  | 4       | 8 → 4   | |
| Bán kết     | 24 tháng 8 năm 2011  | 2       | 4 → 2   | |
| Chung kết   | 15 tháng 10 năm 2011 | 1       | 2 → 1   | |
| Total       | Total                | Total   | Total   | 47 CLB |

## Các đội bóng tham gia

### K-League
Tất cả các đội bóng ở K-League thi đấu từ vòng 32 đội. Có tổng cộng 16 đội thi đấu ở mùa giải 2011.
| - Busan I'Park (Vòng 32 đội) - Chunnam Dragons (Vòng 32 đội) - Daegu FC (Vòng 32 đội) - Daejeon Citizen (Vòng 32 đội) - FC Seoul (Vòng 32 đội) - Gangwon FC (Vòng 32 đội) - Gwangju FC (Vòng 32 đội) - Gyeongnam FC (Vòng 32 đội) | - Incheon United (Vòng 32 đội) - Jeju United (Vòng 32 đội) - Jeonbuk Hyundai Motors (Vòng 32 đội) - Pohang Steelers (Vòng 32 đội) - Sangju Sangmu Phoenix (Vòng 32 đội) - Seongnam Ilhwa Chunma (Vòng 32 đội) - Suwon Samsung Bluewings (Vòng 32 đội) - Ulsan Hyundai (Vòng 32 đội) |

### Korea National League
Có 9 đội ở Korea National League thi đấu từ vòng 32 đội. Còn 5 đội còn lại thi đấu từ vòng Hai. Tổng cộng có 14 đội thi đấu ở mùa giải 2011.
| - Ansan Hallelujah (Vòng Hai) - Busan Transportation Corporation (Vòng 32 đội) - Changwon City FC (Vòng 32 đội) - Cheonan City FC (Vòng 32 đội) - Chungju Hummel FC (Vòng 32 đội) - Daejeon Korea Hydro & Nuclear Power (Vòng Hai) - Gangneung City FC (Vòng 32 đội) | - Gimhae City FC (Vòng Hai) - Goyang KB Kookmin Bank (Vòng 32 đội) - Incheon Korail (Vòng Hai) - Mokpo City FC (Vòng Hai) - Suwon City FC (Vòng 32 đội) - Ulsan Hyundai Mipo Dolphin (Vòng 32 đội) - Yongin City FC (Vòng 32 đội) |

### Challengers League
Chỉ có Gyeongju Citizen, đội vô địch mùa giải 2010, thi đấu từ vòng Hai và 9 đội xuất sắc nhất của mùa giải 2010 thi đấu từ vòng Một. Các đội bóng Challengers League khác không tham gia. Tổng cộng có 9 đội thi đấu ở mùa giải 2011.
| - Bucheon FC 1995 (Vòng Một) - Cheongju Jikji FC (Vòng Một) - Gyeongju Citizen FC (Vòng Hai) - Icheon Citizen FC (Vòng Một) - Jeonju EM FC (Vòng Một) | - Namyangju United (Vòng Một) - FC Pocheon (Vòng Một) - Seoul United (Vòng Một) - Yangju Citizen FC (Vòng Một) |

### Đại học
Tất cả các đội bóng đại học thi đấu từ vòng Một. Các đội vào bán kết U-League 2010 và các đội vô địch giải đại học khác thi đấu ở mùa giải 2011.
| - Đại học Yonsei (vô địch U-League 2010) - Đại học Kyunghee (á quân U-League 2010) - Đại học Honam (đội vào bán kết U-League 2010) - Đại học Kwangwoon (đội vào bán kết U-League 2010) | - Đại học Hàn Quốc (vô địch National University Football Championship 2010) - Đại học Dongguk (vô địch Autumn College League Tournament 2010) - Đại học Yeungnam (vô địch Spring College League Tournament 2010) - Đại học Konkuk (vô địch Korean National Sports Festival University level 2010) |

## Kết quả

### Vòng Sơ loại
Vòng Sơ loại gồm 2 vòng đấu. Vòng Một diễn ra vào ngày 12 tháng 3 năm 2011 và vòng Hai diễn ra vào ngày 10 tháng 4 năm 2011.

#### Vòng Một
Lễ bốc thăm vòng Một diễn ra vào ngày 10 tháng 2 năm 2011.
| 12 tháng 3 năm 2011 | Seoul United                              | 3–4 | Đại học Kwangwoon                                        | Sân vận động Madel, Nowon |  |
| 13:00 KST           | Lee Jae-Myung 10' · Kwak Seon-Ho 72', 76' |     | Kim Ryun-Do 4', 47' · Kim Hyun-Woo 9' · Kim Min-Hyuk 84' | Lượng khán giả: 150       |  |

| 12 tháng 3 năm 2011 | Cheongju Jikji FC   | 1–3 | Đại học Konkuk                                  | Trung tâm Cheongju Yongjeong, Cheongju |  |
| 14:00 KST           | Kwak Seung-Hyun 54' |     | Ju Se-Jong 59' · Han Bit 82' · Lee Han-Saem 87' | Lượng khán giả: 250                    |  |

| 12 tháng 3 năm 2011 | Bucheon FC 1995                      | 2–3 (h.p) | Đại học Kyunghee                                                                 | Sân vận động Bucheon, Bucheon |  |
| 14:00 KST           | Shin Kang-Sun 45' · Park Moon-Ki 56' |           | Lee Kwang-Sun 13' · Kim Dong-Ki 57' · Kim Jeong-Se 104' · Kim Dong-Wook 38' 120' | Lượng khán giả: 320           |  |

| 12 tháng 3 năm 2011 | FC Pocheon                                                              | 4–1 | Đại học Hàn Quốc  | Sân vận động Pocheon, Pocheon |  |
| 14:00 KST           | Kim Yul-Jin 16' · Shin Ok-Jin 29' · Lee Hoo-Sun 51' · Cho Sung-Hwan 71' |     | Jung Jae-Yong 68' | Lượng khán giả: 320           |  |

| 12 tháng 3 năm 2011 | Jeonju EM FC                           | 1–4 | Đại học Dongguk                                                                                             | Đại học Jeonju, Jeonju |  |
| 14:00 KST           | Park Sang-Je 73' · Kim Seung-Myung 90' |     | Hwang Myung-Kyu 9', 43' · Lee Ki-Je 41' · Jung Chan-Il 54' 79' · 0 Jung Hae-Woong 55' · 0 Lee Ho-Seok 90+2' | Lượng khán giả: 300    |  |

| 12 tháng 3 năm 2011 | Đại học Yeungnam                                           | 4–0 | Namyangju United | Đại học Yeungnam, Gyeongsan |  |
| 14:00 KST           | Lee Hyun-Do 29' · Lee Jin-Seok 43' · Jung Dae-Kyo 82', 83' |     |                  | Lượng khán giả: 250         |  |

| 12 tháng 3 năm 2011 | Đại học Honam                                                 | 4–0 | Yangju Citizen | Đại học Honam, Gwangju |  |
| 14:00 KST           | Lee Jeong-Won 18', 59' · Jang Se-Young 63' · Jung Min-Woo 84' |     |                | Lượng khán giả: 500    |  |

| 12 tháng 3 năm 2011             | Đại học Yonsei                       | 2–2 (h.p) (6–5 p)                  | Icheon Citizen                      | Đại học Yonsei, Seoul |  |
| 14:00 KST                       | Hwang Eui-Jo 30' · Lee Yong-Wook 44' |                                    | Jung Joon-Ho 45' · Yang Ji-Hoon 70' | Lượng khán giả: 210   |  |
|                                 |                                      | Loạt sút luân lưu                  |                                     |                       |  |
| ? · ? · ? · ? · ? · Kim Do-Hyuk |                                      | ? · ? · ? · ? · ? · Jeon Byung-Gil |                                     |                       |  |

#### Vòng Hai
Lễ bốc thăm vòng Hai diễn ra vào ngày 12 tháng 3 năm 2011.
| 10 tháng 4 năm 2011 | Ansan Hallelujah                           | 2–1 | Đại học Kwangwoon | Sân vận động Ansan Wa~, Ansan |  |
| 14:00 KST           | Lee Hoo-Kwon 22' (l.n.) · Kim Dong-Hyo 74' |     | Kim Hyun-Woo 77'  | Lượng khán giả: 250           |  |

| 10 tháng 4 năm 2011 | Changwon City | 0–1 (h.p) | Đại học Yonsei    | Changwon Civic Stadium, Changwon |  |
| 15:00 KST           |               |           | Kim Hyun-Soo 115' | Lượng khán giả: 300              |  |

| 10 tháng 4 năm 2011 | Gimhae City     | 1–0 | Đại học Honam | Sân vận động Gimhae, Gimhae |  |
| 19:00 KST           | Kim Won-Min 86' |     |               | Lượng khán giả: 800         |  |

| 10 tháng 4 năm 2011 | Đại học Kyunghee  | 1–0 (h.p) | Incheon Korail | Trung tâm Bóng đá Yongin, Yongin |  |
| 14:00 KST           | Yoo Dong-Won 101' |           |                | Lượng khán giả: 225              |  |

| 10 tháng 4 năm 2011 | Đại học Yeungnam | 0–2 | Mokpo City                            | Đại học Yeungnam, Gyeongsan |  |
| 14:00 KST           |                  |     | Jung Soo-Jong 79' · Kim Hyun-Yong 89' | Lượng khán giả: 300         |  |

| 10 tháng 4 năm 2011 | Gyeongju Citizen   | 1–2 | Đại học Konkuk                      | Gyeongju Stadium, Gyeongju |  |
| 14:00 KST           | Yoon Chul-Soon 70' |     | Cho Young-Joon 33' · Kim Min-Ki 76' | Lượng khán giả: 500        |  |

| 10 tháng 4 năm 2011 | FC Pocheon                                            | 3–1 | Đại học Dongguk    | Sân vận động Pocheon, Pocheon |  |
| 14:00 KST           | Kim Yul-Jin 18' · Lee Hoo-Sun 90' · Nam Tae-Hee 90+1' |     | Lee Young-Deok 12' | Lượng khán giả: 450           |  |

### Vòng Chung kết

#### Vòng 32 đội
Lễ bốc thăm vòng 32 đội diễn ra vào ngày 25 tháng 4 năm 2011.
| 18 tháng 5 năm 2011 | Seongnam Ilhwa Chunma                              | 3–0 | Mokpo City | Khu liên hợp thể thao Tancheon, Seongnam |  |
| 19:00 KST           | Ognenovski 42' · Namgung Do 51' · Jo Jae-Cheol 78' |     |            | Lượng khán giả: 518                      |  |

| 18 tháng 5 năm 2011 | Chunnam Dragons | 1–0 | Đại học Konkuk | Sân vận động bóng đá Gwangyang, Gwangyang |  |
| 19:00 KST           | Índio 62'       |     |                | Lượng khán giả: 1.104                     |  |

| 18 tháng 5 năm 2011 | Jeonbuk Hyundai Motors         | 2–1 | Đại học Kyunghee | Sân vận động World Cup Jeonju, Jeonju |  |
| 19:00 KST           | Eninho 47' · Luiz Henrique 59' |     | Kim Hwan-Hee 13' | Lượng khán giả: 1,273                 |  |

| 18 tháng 5 năm 2011 | Suwon Samsung Bluewings                             | 3–1 | FC Pocheon          | Sân vận động World Cup Suwon, Suwon |  |
| 19:30 KST           | Bergson 61' · Park Jong-Jin 69' · Choi Sung-Kuk 78' |     | Kim Young-Joong 88' | Lượng khán giả: 2,832               |  |

| 18 tháng 5 năm 2011 | Daegu FC                                               | 2–3 (h.p) | Ulsan Hyundai Mipo Dolphin                                             | Daegu Civic Stadium, Daegu |  |
| 19:00 KST           | Cho Hyung-Ik 53' · Kim Hyun-Sung 55' · Quirino 74' 77' |           | Ki Hyun-Seo 22' · Alex 40' · Kim Hyo-Il 42' 75' · 00Kim Jang-Hyun 102' | Lượng khán giả: 812        |  |

| 18 tháng 5 năm 2011 | FC Seoul                                          | 4–0 | Yongin City | Sân vận động World Cup Seoul, Seoul |  |
| 19:30 KST           | Choi Jong-Han 57' · Damjanović 64', 83' · Adi 71' |     |             | Lượng khán giả: 3,733               |  |

| 18 tháng 5 năm 2011 | Gwangju FC        | 1–2 (h.p) | Suwon City                           | Sân vận động World Cup Gwangju, Gwangju |  |
| 19:00 KST           | Yoo Jong-Hyun 58' |           | Park Jong-Chan 48' · Kim Han-Won 96' | Lượng khán giả: 457                     |  |

| 18 tháng 5 năm 2011 | Pohang Steelers                  | 2–0 | Daejeon Korea Hydro & Nuclear Power | Pohang Steel Yard, Pohang |  |
| 19:30 KST           | Ko Mu-Yeol 26' · Cho Chan-Ho 82' |     |                                     | Lượng khán giả: 2,596     |  |

| 18 tháng 5 năm 2011 | Gangneung City    | 1–2 (h.p) | Sangju Sangmu Phoenix  | Sân vận động Gangneung, Gangneung |  |
| 19:00 KST           | Lee Jung-Woon 13' |           | Kim Cheol-Ho 66', 117' | Lượng khán giả: 2,000             |  |

| 18 tháng 5 năm 2011 | Busan Transportation Corporation       | 2–1 | Gyeongnam FC     | Sân vận động Busan Gudeok, Busan |  |
| 19:00 KST           | Jeon Jae-Hee 23' · Kim Kyung-Choon 87' |     | Han Kyung-In 67' | Lượng khán giả: 459              |  |

| 18 tháng 5 năm 2011 | Cheonan City       | 1–2 | Busan I'Park                                 | Trung tâm Bóng đá Cheonan, Cheonan |  |
| 19:00 KST           | Hwang Ho-Ryung 63' |     | Kim Bon-Kwang 36' (l.n.) · Yoon Dong-Min 66' | Lượng khán giả: 1,550              |  |

| 18 tháng 5 năm 2011                                                        | Chungju Hummel | 0–0 (h.p) (3–4 p)                                              | Gangwon FC | Sân vận động Gimcheon, Gimcheon |  |
| 19:00 KST                                                                  |                |                                                                |            | Lượng khán giả: 2,212           |  |
|                                                                            |                | Loạt sút luân lưu                                              |            |                                 |  |
| Ryu Won-Hyung · Lee Hae-Jeong · Kang Doo-Ho · Son Kook-Hee · Lee Chun-Hyun |                | Kim Young-Hoo · Lee Chang-Hoon · Kwon Soon-Hyung · Lee Min-Kyu |            |                                 |  |

| 18 tháng 5 năm 2011 | Goyang KB Kookmin Bank | 2–4 | Jeju United                                                         | Sân vận động Goyang, Goyang |  |
| 19:00 KST           | Kim Young-Nam 61', 77' |     | Santos 54' · Park Hyun-Beom 62' · Kim Eun-Jung 66' · Kang Su-Il 86' | Lượng khán giả: 800         |  |

| 18 tháng 5 năm 2011 | Gimhae City | 0–3 | Daejeon Citizen                                       | Sân vận động Gimhae, Gimhae |  |
| 19:00 KST           |             |     | Park Sung-Ho 13' · Han Jae-Woong 59' · Kim Ba-Woo 87' | Lượng khán giả: 600         |  |

| 18 tháng 5 năm 2011 | Incheon United                    | 2–1 | Đại học Yonsei    | Sân vận động Incheon Munhak, Incheon |  |
| 19:00 KST           | Yoo Joon-Soo 5' · Lee Yun-Pyo 64' |     | Jang Hyun-Soo 74' | Lượng khán giả: 428                  |  |

| 18 tháng 5 năm 2011 | Ansan Hallelujah | 0–1 | Ulsan Hyundai           | Sân vận động Ansan Wa~, Ansan |  |
| 19:00 KST           |                  |     | Shin Jae-Pil 65' (l.n.) | Lượng khán giả: 350           |  |

#### Vòng 16 đội
Lễ bốc thăm vòng 16 đội diễn ra vào ngày 26 tháng 5 năm 2011.
| 15 tháng 6 năm 2011 | Pohang Steelers | 1–0 | Ulsan Hyundai Mipo Dolphin | Pohang Steel Yard, Pohang |  |
| 19:00 KST           | Mota 25'        |     |                            | Lượng khán giả: 1,820     |  |

| 15 tháng 6 năm 2011 | Suwon City | 0–1 | Suwon Samsung Bluewings | Sân vận động Suwon Civil, Suwon |  |
| 19:00 KST           |            |     | Oh Jang-Eun 27'         | Lượng khán giả: 2.642           |  |

| 15 tháng 6 năm 2011 | Busan Transportation Corporation | 0–1 | FC Seoul     | Sân vận động Busan Gudeok, Busan |  |
| 19:00 KST           |                                  |     | Djeparov 45' | Lượng khán giả: 1,014            |  |

| 15 tháng 6 năm 2011 | Incheon United | 0–2 | Seongnam Ilhwa Chunma           | Sân vận động Incheon Munhak, Incheon |  |
| 19:00 KST           |                |     | Cho Dong-Geon 47' · Éverton 66' | Lượng khán giả: 1,027                |  |

| 15 tháng 6 năm 2011 | Jeonbuk Hyundai Motors | 1–2 | Busan I'Park           | Sân vận động World Cup Jeonju, Jeonju |  |
| 19:00 KST           | Cho Sung-Hwan 3'       |     | Han Sang-Woon 55', 64' | Lượng khán giả: 4,328                 |  |

| 15 tháng 6 năm 2011 | Ulsan Hyundai                | 2–1 (h.p) | Sangju Sangmu Phoenix | Sân vận động bóng đá Ulsan Munsu, Ulsan |  |
| 19:00 KST           | Lee Ho 30' · Go Seul-Ki 113' |           | Kim Jung-Woo 23'      | Lượng khán giả: 1,385                   |  |

| 15 tháng 6 năm 2011 | Gangwon FC  | 1–1 (h.p) (4–3 p) | Daejeon Citizen  | Sân vận động Gangneung, Gangneung |  |
| 19:00 KST | Džakmić 40' | | Park Sung-Ho 77' | Lượng khán giả: 3,212             |  |
| |             | Loạt sút luân lưu |                  |                                   |  |
| Lee Sang-don · Jang Hyuk-Jin · Kwak Kwang-Seon · Džakmić · Kwon Soon-Hyung · Kim Jung-Joo · Kim Jin-Hwan · Seo Dong-Hyun · Park Sang-Jin |             | Wagner · Lee Ho · Hwang Jae-Hun · Kim Seong-Jun · Park Sung-Ho · Kim Han-Seob · Han Doc-Hee · Choi Eun-Sung · Kim Do-Yeon |                  |                                   |  |

| 15 tháng 6 năm 2011 | Chunnam Dragons | 1–0 (h.p) | Jeju United          | Sân vận động bóng đá Gwangyang, Gwangyang |  |
| 19:00 KST           | Wesley 117'     |           | Park Jin-Ok 59' 111' | Lượng khán giả: 2.297                     |  |

#### Tứ kết
Lễ bốc thăm vòng Tứ kết diễn ra vào ngày 4 tháng 7 năm 2011.
| 27 tháng 7 năm 2011 | Pohang Steelers                                 | 4–2 (h.p) | FC Seoul                                      | Pohang Steel Yard, Pohang |  |
| 19:30 KST           | Asamoah 31' · Mota 64' · No Byung-Jun 99', 108' |           | Damjanović 51' · Molina 73' · Adilson 8' 117' | Lượng khán giả: 10,419    |  |

| 27 tháng 7 năm 2011 | Ulsan Hyundai           | 3–0 | Gangwon FC | Sân vận động Ulsan, Ulsan |  |
| 19:00 KST           | Go Seul-Ki 7', 30', 50' |     |            | Lượng khán giả: 1,327     |  |

| 27 tháng 7 năm 2011 | Suwon Samsung Bluewings                   | 1–0 | Chunnam Dragons | Sân vận động World Cup Suwon, Suwon |  |
| 19:30 KST           | Lee Yong-Rae 25' · Choi Sung-Hwan 48' 64' |     |                 | Lượng khán giả: 5,867               |  |

| 27 tháng 7 năm 2011 | Seongnam Ilhwa Chunma      | 2–1 | Busan I'Park              | Khu liên hợp thể thao Tancheon, Seongnam |  |
| 19:30 KST           | Héverton 5' · Radončić 90' |     | Han Sang-Woon 13' (ph.đ.) | Lượng khán giả: 928                      |  |

#### Bán kết
Lễ bốc thăm vòng Bán kết diễn ra vào ngày 4 tháng 8 năm 2011.
| 24 tháng 8 năm 2011 | Seongnam Ilhwa Chunma                             | 3–0 | Pohang Steelers | Khu liên hợp thể thao Tancheon, Seongnam |  |
| 19:30 KST           | Ognenovski 39' · Cho Dong-Geon 45' · Radončić 65' |     |                 |                                          |  |

| 24 tháng 8 năm 2011 | Suwon Samsung Bluewings                          | 3–2 (h.p) | Ulsan Hyundai          | Sân vận động World Cup Suwon, Suwon |  |
| 19:30 KST           | Ristić 76' · Neretljak 82' · Park Hyun-Beom 111' |           | Seol Ki-Hyeon 58', 74' |                                     |  |

#### Chung kết
| 15 tháng 10 năm 2011 | Seongnam Ilhwa Chunma | 1–0 | Suwon Samsung Bluewings | Khu liên hợp thể thao Tancheon, Seongnam |  |
| 14:00 KST            | Cho Dong-Geon 76'     |     | Geynrikh 90+'           | Lượng khán giả: 14.756                   |  |

| Cúp FA Hàn Quốc Đội vô địch 2013      |
| ------------------------------------- |
| Seongnam Ilhwa Chunma Danh hiệu thứ 2 |

## Giải thưởng
- Cầu thủ xuất sắc nhất vòng đấu
  - Vòng Một:  Kim Ryun-Do (Đại học Kwangwoon)[2]
  - Vòng Hai:  Lee Hoo-Seon (FC Pocheon)[3]
  - Vòng 32 đội:  Kim Kyung-Choon (Busan Transportation Corporation)[4]
  - Vòng 16 đội:  Cho Dong-Geon (Seongnam Ilhwa Chunma)[5]
  - Tứ kết:  Go Seul-Ki (Ulsan Hyundai)[6]
  - Bán kết:  Park Hyun-Beom (Suwon Samsung Bluewings)[7]
- Vua phá lưới:  Go Seul-Ki (Ulsan Hyundai, 4 bàn)
- Cầu thủ xuất sắc nhất giải đấu:  Cho Dong-Geon (Seongnam Ilhwa Chunma)